# Sylviidae
Los sílvidos (Sylviidae) son una familia de aves paseriformes que contiene principalmente a pequeños insectívoros, entre los que se cuentan las currucas, los picoloros y las fulvetas. Se pueden encontrar en muchas partes de Europa, Asia y en menor medida en África. Aunque la mayoría de las aves de esta familia viven en regiones temperadas, suelen tener hábitos migratorios y se desplazan a regiones cálidas en invierno. Buena parte de sus miembros tienen un aspecto muy similar pero cantos muy diferentes. Estas aves son muy activas y comparten características comunes tales como su pequeño tamaño, un pico estrecho y cuerpo esbelto. Sus colores no suelen ser muy llamativos. Las currucas suelen mostrar dimorfismo sexual, pero los picoloros no.
Las currucas de madera americanas (Parulidae), y las currucas australianas no están cercanamente emparentadas con esta familia. 

## Taxonomía
En el pasado esta familia era un taxón cajón de sastre que contenía más de 400 especies en 70 géneros, ya que estaba pobremente definida con características comunes a otras familias. Hasta que los avances en la genética permitieron reestructurar el grupo, sacando de él especies que se repartieron por otras familias, y se crearon por su escisión nuevas familias como Acrocephalidae, Locustellidae, Cettiidae, Phylloscopidae y Cisticolidae. Además se incorporaron algunos géneros que hasta entonces habían estado clasificados en otras familias tras demostrarse su proximidad genética con el grupo. Actualmente la familia quedó conformada con las currucas, género Sylvia, los picoloros de Asia (anteriormente separados en la familia Paradoxornithidae), varias especies de pájaros anteriormente incluidas en Timaliidae, y el camea, un raro pájaro norteamericano que durante mucho tiempo había sido un enigma taxonómico. 

### Filogenia
- Género Myzornis[1]
  - Myzornis pyrrhoura - timalí melero;[2]
- Género Parophasma
  - Parophasma galinieri - charlatán abisinio;
- Género Pseudoalcippe, anteriormente en Illadopsis (Timaliidae):
  - Pseudoalcippe abyssinica - timalí abisinio;
  - Pseudoalcippe atriceps - timalí del Ruwenzori;
- Género Horizorhinus, anteriormente en Timaliidae:
  - Horizorhinus dohrni - timalí de Príncipe o charlatán de Dohrn;
- Género Lioptilus, anteriormente en Timaliidae
  - Lioptilus nigricapillus - lioptila capirotada o gorrinegro de matorral;
- Género Sylvia - 28 especies de currucas típicas:
  - Sylvia atricapilla - curruca capirotada;
  - Sylvia borin - curruca mosquitera;
  - Sylvia nisoria - curruca gavilana;
  - Sylvia curruca - curruca zarcerilla;
  - Sylvia minula - curruca chica;
  - Sylvia althaea - curruca de Hume;
  - Sylvia hortensis - curruca mirlona;
  - Sylvia crassirostris - curruca mirlona oriental;
  - Sylvia leucomelaena - curruca árabe;
  - Sylvia nana - curruca enana;
  - Sylvia deserti - curruca sahariana;
  - Sylvia communis - curruca zarcera;
  - Sylvia undata - curruca rabilarga;
  - Sylvia sarda - curruca sarda;
  - Sylvia balearica - curruca balear;
  - Sylvia deserticola - curruca del Atlas;
  - Sylvia conspicillata - curruca tomillera;
  - Sylvia cantillans - curruca carrasqueña;
  - Sylvia subalpina - curruca subalpina;
  - Sylvia melanocephala - curruca cabecinegra;
  - Sylvia mystacea - curruca de Menetries;
  - Sylvia ruppeli - curruca de Rüppell;
  - Sylvia melanothorax - curruca chipriota;
  - Sylvia buryi - curruca yemení;
  - Sylvia lugens - curruca parda;
  - Sylvia boehmi - curruca de Böhm;
  - Sylvia subcaerulea - curruca sureña;
  - Sylvia layardi - curruca de Layard;
- Género Lioparus, anteriormente en Alcippe (Timaliidae):
  - Lioparus chrysotis - fulveta dorada;
- Género Moupinia
  - Moupinia poecilotis - timalí colirrufo;
- Género Fulvetta - fulvetas típicas (8 especies). Anteriormente en Alcippe (Timaliidae):
  - Fulvetta vinipectus – fulveta cejiblanca;
  - Fulvetta striaticollis – fulveta china;
  - Fulvetta ruficapilla – fulveta de Verreaux;
  - Fulvetta danisi – fulveta indochina;
  - Fulvetta ludlowi – fulveta de Ludlow;
  - Fulvetta cinereiceps – fulveta encapuchada;
  - Fulvetta manipurensis – fulveta de Manipur;
  - Fulvetta formosana – fulveta de Formosa;
- Género Chrysomma - 2 especies, anteriormente en Timaliidae:
  - Chrysomma sinense - timalí ojigualdo;
  - Chrysomma altirostre - timalí de Jerdon;
- Género Rhopophilus, anteriormente en Cisticolidae
  - Rhopophilus pekinensis - timalí pekinés;
  - Rhopophilus albosuperciliaris - timalí del Tarim;
- Género Chamaea
  - Chamaea fasciata - camea;
- Género Conostoma, anteriormente en Paradoxornithidae:
  - Conostoma oemodium - picoloro grande;
- Género Cholornis
  - Cholornis paradoxus - picoloro tridáctilo;
  - Cholornis unicolor - picoloro unicolor;
- Género Sinosuthora
  - Sinosuthora conspicillata - picoloro de anteojos;
  - Sinosuthora webbiana - picoloro de Webb;
  - Sinosuthora alphonsiana - picoloro gorjigrís;
  - Sinosuthora brunnea - picoloro alipardo;
  - Sinosuthora zappeyi - picoloro encapuchado;
  - Sinosuthora przewalskii - picoloro de Przewalski;
- Género Suthora
  - Suthora fulvifrons - picoloro leonado;
  - Suthora nipalensis - picoloro gorjinegro;
  - Suthora verreauxi - picoloro dorado;
- Género Neosuthora
  - Neosuthora davidiana - picoloro de David;
- Género Chleuasicus
  - Chleuasicus atrosuperciliaris - picoloro cejinegro;
- Género Psittiparus
  - Psittiparus ruficeps - picoloro cabecirrufo;
  - Psittiparus bakeri - picoloro de Baker;
  - Psittiparus gularis - picoloro cabecigrís;
  - Psittiparus margaritae - picoloro cabecinegro;
- Género Paradoxornis
  - Paradoxornis flavirostris - picoloro pechinegro;
  - Paradoxornis guttaticollis - picoloro pechipinto;
  - Paradoxornis heudei - picoloro del Yangtsé.